# Augusta de Brunsvic-Wolfenbüttel
Augusta de Brunsvic-Wolfenbüttel (Brunsvic, 3 de desembre de 1764 - Lohde, Estònia, 27 de setembre de 1788) va ser una duquessa de Brunsvic-Wolfenbüttel que es maridà en el si de la casa ducal württemburguesa.

## Biografia
Era filla del duc Carles II de Brunsvic-Wolfenbüttel i de la princesa Augusta del Regne Unit. Augusta era neta del duc Carles I de Brunsvic-Wolfenbüttel per via paterna mentre que per via materna ho era del príncep Frederic del Regne Unit i de la duquessa Augusta de Saxònia-Gotha.
El dia 15 d'octubre de 1780 va contraure matrimoni a Brunsvic amb el duc i després rei Frederic I de Württemberg, fill del duc Frederic II Eugeni de Württemberg i de la marcgravina Frederica de Brandenburg-Schwedt. La parella tingué quatre fills. El primer va ser SM el rei Guillem I de Württemberg, nat el 1781 a Lüben i mort el 1864 al Castell de Rosenstein. Es casà en primeres núpcies el 1808 a Múnic amb la princesa Carolina de Baviera de qui es divorcià el 1814. El 1816 es casà a Sant Petersburg amb la gran duquessa Caterina de Rússia de qui quedà viudu l'any 1819. El 1820 es casà a Stuttgart en terceres núpcies amb la princesa Paulina de Württemberg. El segon fill fou la princesa Frederica de Württemberg, nada el 1783 a Sant Petersburg i morta el 1835 a la Vil·la Mon Repos de Lausana. El 1807 es casà a París amb el príncep Jeroni Bonaparte. El tercer, la princesa Sofia Dorotea de Württemberg, nada el 1783 a Sant Petersburg i morta a Sant Petersburg el 1784. El quart, el príncep Pau de Württemberg, nat el 1785 a Sant Petersburg i mort el 1852 a París. Es casà amb la princesa Carlota de Saxònia-Hildburghausen el 1805 a Ludwigsburg.